# سفيان بن فرحات
سفيان بن فرحات (1959-)، هو صحفي ومذيع تونسي يعمل بجريدة لابراس الناطقة بالفرنسية. انضم بعد الثورة التونسية لقناة نسمة لكن تم اقصاؤه منها نتيجة تضامنه مع اعتصام القصبة 2. التحق بعد ذلك بقناة التونسية حيث شارك في إذاعة برنامج حوار خاص، وقدم برنامج «فصل المقال» على نفس القناة. عاد بعد ذلك إلى قناة نسمة حيث عمل محللا سياسيا في برنامج ناس نسمة. قدّم في 2017 برنامج «نأتيك بالأخبار» على قناة «الوطنية الأولى» وانطلق منذ سبتمبر 2018 في تقديم برنامج «بلا رقيب» على قناة «الجنوبية». يذيع منذ مطلع 2019 برنامج «ميدي ماد» على موجات «راديو ميد».

## أعماله
- برايم تايم، راديو ماد، 2022
- «ميدي ميد» على موجات «راديو ماد» (2019-الآن)
- «بلا رقيب»، قناة «الجنوبية» (2018 - الآن)
- «نأتيك بالأخبار»، «الوطنية الأولى»، 2017
- ناس نسمة، قناة «نسمة»
- حوار خاص، قناة «التونسية»

## مؤلفاته
- لقاءات مع تونسيين استثنائيين، سيراس للنشر، 2006